# 魔王都市
《魔王都市》是火箭商會編著的日本輕小說，桜イオン改編成漫畫並連載於《Manga One》。

## 劇情
人類與魔族和平共存的象徵－共存特區「尼爾嘉·泰德」，通稱「魔王都市」。在這座由七柱魔族之王統治的城市中，一名魔族之王被殺害了。平衡被打破，城市陷入極度緊張的狀態。為重視這一事件，人類聯邦司法廳「不滅工坊」派遣了勇者之女奧爾塞莉莎·泰迪烏斯前往魔王都市調查此案。她的搭檔是名為奇德的調查員。以律法之名執行正義的勇者之女與無視法律但恪守義氣的不良偵探，在暴力與陰謀交織的混沌都市中，這對不尋常的組合展開超乎常理的調查。同時，魔王都市內各勢力的衝突愈演愈烈，逐漸發展成一場巨大的抗爭。在時間緊迫之下，奧爾塞莉莎與奇德能否追查到幕後黑手？

## 登場人物

### 主要人物
奇德·馬勒
本作主角之一，外派騎士局四課的代理主任。負責接洽奧爾塞莉莎並與其一同調查「弒王事件」。
奧爾塞莉莎
本作主角之一，勇者之女、「不滅工坊」的正統魔導騎士。對可愛的事物毫無戒心。

### 外派騎士局

#### 一課
基里卡·羅卡拉
外派騎士局一課主任。
納佛羅·庫魯尼
外派騎士局一課主任助理。

#### 四課
水桶
外派騎士局四課的成員，但因品行不端和頻繁失敗而被排除職員名單外。向奇德報告突發事件途中被暴走的魔族粉身碎骨，但後來於外派騎士局總部復活。

### 魔族

#### 七王
伊歐菲特
統治月紅會的淨血屬，外號「暗夜君王」。

## 出版書籍

### 輕小說
| 卷數 | 小學館         | 小學館                 | 台灣角川      | 台灣角川               |
| 卷數 | 發售日期       | ISBN                   | 發售日期      | ISBN                   |
| ---- | -------------- | ---------------------- | ------------- | ---------------------- |
| 1    | 2023年7月19日  | ISBN 978-4-094-53138-1 | 2024年8月19日 | ISBN 978-6-264-00370-4 |
| 2    | 2024年2月19日  | ISBN 978-4-094-53172-5 |               |                        |
| 3    | 2024年11月18日 | ISBN 978-4-094-53220-3 |               |                        |

### 漫畫
| 卷數 | 小學館        | 小學館                 |
| 卷數 | 發售日期      | ISBN                   |
| ---- | ------------- | ---------------------- |
| 1    | 2025年1月17日 | ISBN 978-4-098-53798-3 |

## 外部連結
- 官方網站（日語）
- Manga One -漫畫（日語）